# Landry Fields
Landry Fields (ur. 27 czerwca 1988 w Long Beach w stanie Kalifornia) – amerykański koszykarz, grający na pozycji rzucającego obrońcy, obecnie wolny agent.
Absolwent uniwersytetu Stanford. Do NBA dołączył w 2010, gdy Knicks wybrali go z 39 numerem draftu 2010. Uczestnik meczu debiutantów z drugoroczniakami, podczas tygodnia gwiazd NBA 2011. W lipcu 2012 roku podpisał kontrakt z Toronto Raptors.